# Fredericktown (Missouri)
Fredericktown is een plaats (city) in de Amerikaanse staat Missouri, en valt bestuurlijk gezien onder Madison County.

## Demografie
Bij de volkstelling in 2000 werd het aantal inwoners vastgesteld op 3928.
In 2006 is het aantal inwoners door het United States Census Bureau geschat op 4042, een stijging van 114 (2,9%).

## Geografie
Volgens het United States Census Bureau beslaat de plaats een oppervlakte van
11,5 km², waarvan 11,1 km² land en 0,4 km² water. Fredericktown ligt op ongeveer 226 m boven zeeniveau.

## Plaatsen in de nabije omgeving
De onderstaande figuur toont nabijgelegen plaatsen in een straal van 32 km rond Fredericktown.